# 濱野謙太
浜野謙太（1981年8月5日—）為日本男演員、音樂家、作曲家，出生地為日本神奈川縣。在《腰瘦食堂》飾演谷田幸之助。擅長曲風為爵士樂，目前活耀於電視與電影圈。

## 演出作品

### 電影
- 蜂蜜幸運草（ハチミツとクローバー／ASMIK ACE，2006年) 飾演学生
- 婚前特急（ビターズ・エンド，2011年）飾演田無タクミ
- 鈴木老師（鈴木先生／角川映画，2013年）飾演田辺満
- 腰瘦食堂（体脂肪計タニタの社員食堂／角川映画，2013年）飾演谷田幸之助
- REAL～完美的蛇頸龍之日～（リアル～完全なる首長竜の日～／東宝，2013年）飾演警察官
- 武士的獻立（武士の献立／松竹，2013年）飾演浜口正太郎
- 菜鳥評審員（ジャッジ！／松竹，2014年）飾演ちくわ堂社長の息子
- 跨越8年的新娘（8年越しの花嫁 キミの目が覚めたなら／松竹，2017年）飾演室田浩輔
- 類比（アナログ／ASMIK ACE、東寶，2023年）飾演山下良雄

### 電視劇
- 桃花期（モテキ／TX，2010年）：飾演小野坂オム(32)。
- 婚前特急-到結婚還有117日（婚前特急／LISMO，2011年）。
- 搖滾王子東京店 （ハングリー!／KTV，2012年）：飾演ノリオ(憲生)。
- 家族八景（2012年TBS）客串神波明夫(21)。
- 彩色日村 第4、12集（2012年，イロドリヒムラTBS NEO）客串。
- 花的懶人料理（2012年，花のズボラ飯／MBS）：飾演高円寺。
- 小孩警視（2013年，コドモ警視／TBS）：飾演今野敏文。
- 七場會議（2013年，七つの会議／NHK G）：飾演小西太郎。
- 生きろ（2013年，TBS）。
- 不接關小子（2013年，ノーコン・キッド／TX）：飾演木戸明信(木戶明信)。
- LOVE理論（2013年，TX）：飾演今田聡役。
- BORDER（2014年，EX）：飾演サイモン。
- Again!!（2014年，アゲイン!!／TBS）：飾演岩崎千紘。
- 聖女（2014年，NHK G）：飾演阿川博之。
- 假面騎士Drive（2014年，東映）：飾演西城究。
- 當家姐姐（2016年，NHK）：飾演長谷川哲典。
- 西鄉殿（2018年，NHK大河劇）：飾演伊藤博文
- 善良醫生（2018年，CX）：飾演橋口太郎
- 萬福（2018年，NHK）：飾演牧善之介
- 韋馱天～東京奧運故事～（2019年，NHK）：飾演伊藤博文、三波春夫
- 法庭女王 第7集（2019年，TBS）：飾演釼持宏光
- X光室的奇蹟（2019年，CX）：飾演軒下五郎
- Heaven?天國餐館 第6集（2019年，TBS）：飾演谷浩正
- 前男友狂（2019年，CX）：飾演山下章生
- DIVER-特殊潛入班-（2020年，KTV・CX）：飾演永宮壯一
- 寫不出來？編劇吉丸圭佑的無情節生活（2021年，EX）：飾演光禿男
- Byplayers 3：名配角的森林100日（2021年，TX）：飾演本人
- 歡迎回來百音（2021年，NHK）：飾演佐々木翔洋
- X光室的奇蹟2（2021年，CX）：飾演軒下五郎
- PICU 兒童加護病房 第10集（2022年，CX）：飾演涌井翔（客串）
- 警部補大魔神（2023年，EX）：飾演牡丹則行
- 怎麼辦家康（2023年，NHK大河劇）：飾演織田信雄
- 那些照亮城市風景的人（2024年，NTV）：飾演荒木太一
- 喂喂!帥哥!!2（2024年，東海電視台）：飾演大森利夫 / 小森
- OCTO ～感情搜查官 心野朱梨～（2024年，ytv・NTV）：飾演坂東俊之介
- 問題物件（2025年，CX）：飾演有村次郎
- 東京沙拉碗 第3集（2025年，NHK）：飾演原嶋幸次（客串）
- 愛在黑暗中（2025年，NTV）：飾演松岡慧
- 大追跡〜警視廳SSBC強行犯係〜 第1集（2025年，EX）：飾演川瀨浩一（客串）